# Вердон (тауншип, Миннесота)
Вердон (англ. Verdon) — тауншип в округе Эйткин, Миннесота, США. На 2000 год его население составило 44 человека.

## География
По данным Бюро переписи населения США площадь тауншипа составляет 93,8 км², из которых 92,4 км² занимает суша, а 1,3 км² — вода (1,44 %).

## Демография
По данным переписи населения 2000 года здесь находились 44 человека, 23 домохозяйства и 14 семей. Плотность населения —  0,5 чел./км². На территории тауншипа расположено 44 постройки со средней плотностью 0,5 построек на один квадратный километр. Расовый состав населения: 95,45 % белых, 2,27 % афроамериканцев и 2,27 % азиатов.
Из 23 домохозяйств в 4,3 % воспитывались дети до 18 лет, в 65,2 % проживали супружеские пары и в 34,8 % домохозяйств проживали несемейные люди. 34,8 % домохозяйств состояли из одного человека, при том 13,0 % из — одиноких пожилых людей старше 65 лет. Средний размер домохозяйства — 1,91, а семьи — 2,40 человека.
6,8 % населения — младше 18 лет, 9,1 % — в возрасте от 18 до 24 лет, 13,6 % — от 25 до 44, 34,1 % — от 45 до 64, и 36,4 % — старше 65 лет. Средний возраст — 58 лет. На каждые 100 женщин приходилось 158,8 мужчин. На каждые 100 женщин старше 18 приходилось 156,3 мужчин.
Средний годовой доход домохозяйства составлял 39 375 долларов, а средний годовой доход семьи —  38 125 долларов. Средний доход мужчин —  14 375  долларов, в то время как у женщин — 39 375. Доход на душу населения составил 20 226 долларов. За чертой бедности не находилась ни одна семья и 13,0 % всего населения тауншипа, из которых 16,7 % старше 65 лет.